# Ellen Jørgensen
Ellen Sophie Rasmine Jørgensen, född 6 mars 1877, död 14 juni 1948, var en dansk historiker,
Ellen Jørgensen blev dr. phil 1909 och underbibliotekarie vid Det Kongelige Bibliotek 1915. Hon var en framstående kännare av medeltidens nordiska källor och handskrifter. Ellen Jørgensen gav bland annat ut Annales danici medii ævi (1920) och författade Fremmed Indflydelse under den danske Kirkes tidligste Udvikling (1908), det historiografiska Historieforskning og Historieskrivning i Danmark indtil Aar 1800 (1931). Hennes doktorsavhandling var Helgendyrkelse i Danmark (1909).

## Utmärkelser
- Tagea Brandts rejselegat for kvinder, 1924